# Sensor de velocidade
O sensor de velocidade, também chamado de VSS, ou seja, velocity speed sensor, fornece um sinal com forma de onda cuja freqüência é proporcional à velocidade do veículo. Normalmente o sensor é montado no câmbio do veículo. Se o veículo se movimenta a uma velocidade relativamente baixa, o sensor produz um sinal de baixa freqüência. À medida que a velocidade aumenta, o sensor gera um sinal de freqüência maior.
O módulo de injeção utiliza a freqüência do sinal gerado do sensor de velocidade para: identificar o veículo parado ou em movimento, enriquecimento do combustível durante a aceleração, corte do combustível (cut-off), controle da rotação em marcha lenta, permite em alguns tipos de injeção que o ventilador do radiador seja desligado em velocidades elevadas, acionar a embreagem do conversor de torque em veículos equipados com transmissão automática. Ainda atua na luz indicativa de mudança de marchas nos veículos equipados com esse dispositivo e transmissão manual e computador de bordo para cálculos de distância, consumo e etc. O sensor de velocidade na sua grande maioria é um sensor magnético do tipo hall.